# Rosso, bianco & sangue blu
(Un passaggio di una delle e-mail di Alex ad Henry)
Rosso, bianco & sangue blu (Red, White & Royal Blue) è un romanzo di Casey McQuiston pubblicato nel 2019, incentrato sulla relazione tra il protagonista Alex Claremont-Diaz, figlio della Presidente degli Stati Uniti, ed Henry, un Principe del Regno Unito.

## Trama
Alex Claremont-Diaz è il figlio della prima donna Presidente degli Stati Uniti, la quale si prepara alla campagna elettorale per la rielezione nel 2020. Dopo un incidente ad un matrimonio reale, Alex deve fingere di essere amico del Principe d'Inghilterra Henry per prevenire una crisi diplomatica e mediatica che distoglierebbe l'attenzione dalla campagna elettorale della madre. Mentre si sforzano di contenere i danni, i due diventano veri amici e in seguito iniziano una relazione quando Henry rivela di essere gay e Alex realizza di essere bisessuale. I due si trovano quindi a dover conciliare la loro relazione con i rispettivi ruoli, mentre cercano di non danneggiare la campagna per la rielezione della madre di Alex.

## Genesi
Casey McQuiston sviluppò l'idea del romanzo durante la campagna elettorale per le elezioni presidenziali del 2016. Tra le sue ispirazioni l'autrice ha citato la serie comedy di HBO Veep - Vicepresidente incompetente, la biografia di Hillary Clinton A Woman in Charge e il libro The Royal We di Heather Cocks e Jessica Morgan che, descrivendo il modo stravagante e plateale di vivere dei reali, l'aveva intrigata al punto da darle l'idea di scrivere una propria storia che riguardasse la famiglia reale.

## Personaggi

### Personaggi principali
- Alex Claremont-Diaz è il figlio della Presidente degli Stati Uniti d'America e il fratello di June Claremont-Diaz. Il libro è narrato dalla sua prospettiva.
- Henry Fox-Mountchristen-Windsor è un principe d'Inghilterra e terzo nella linea di successione al trono britannico.
- June Claremont-Diaz è la figlia della Presidente degli Stati Uniti e sorella maggiore di Alex.
- Ellen Claremont è la prima Presidente degli Stati Uniti donna. Appartiene alla fazione dei Democratici ed è texana. È la madre di Alex e June.
- Zahra Bankston è il vice capo dello staff di Ellen Claremont.
- Nora Holleran è la nipote del Vice presidente Mike Holleran. È anche stata la ragazza di Alex. Al fianco di Alex e June fa parte del 'Trio della Casa Bianca'.
- Percy 'Pez' Okonjo è il miglior amico del Principe Henry. È il fondatore di varie associazioni e organizzazioni non-profit.
- Beatrice Fox-Mountchristen-Windsor è la sorella maggiore del Principe Henry e la sorella minore del Principe Philip. Sviluppa una dipendenza alla cocaina dopo la morte di suo padre, dalla quale si sta riprendendo. È la quarta nella linea di successione al trono.

### Personaggi secondari
- Amy Chen è un'agente dei servizi segreti al servizio della Famiglia Presidenziale. È trans e sposata con una donna (di cui non si conosce il nome).
- Cassius 'Cash' è un altro agente dei servizi segreti presidenziali. È pansessuale.
- Oscar Diaz è un Senatore californiano, padre di Alex e June, nonché ex-marito di Ellen.
- Mike Holleran è il vice presidente degli Stati Uniti e nonno di Nora.
- Leo è il secondo marito di Ellen, First Gentleman degli Stati Uniti, e patrigno di June e Alex.
- Rafael Luna è un giovane senatore indipendente del Colorado. È di origini messicane e dichiaratamente gay. Alex ha partecipato a una campagna di Luna, e i due sono amici.
- Jeffery Richard è il candidato repubblicano che gareggia contro Ellen nelle elezioni del 2020.
- Shaan Srivastava è lo scudiero del Principe Henry. Nel corso del libro si fidanza con Zahra Bankston, con cui aveva precedentemente una relazione a distanza.

## Accoglienza
Il romanzo ha raccolto recensioni generalmente positive, specialmente per la sua rappresentazione di una relazione omosessuale. Kirkus Reviews ha scritto che «la forza di McQuiston sta nei dialoghi e nei suoi personaggi forti e ben delineati» e Publishers Weekly ha chiamato il romanzo un «debutto estremamente promettente». The Nerd Daily ha definito il romanzo un "gioiellino" e ha esaltato la cura di McQuiston nel creare i suoi personaggi, dando una valutazione finale di 10/10. È stato però notato dalla critica che la trama non fosse del tutto realistica.
Il romanzo ha vinto il Premio Alex nel 2020 e il Goodreads Choice Awards come miglior romanzo nella categoria romance e miglior debutto nel 2019 ed è stato incluso nella lista dei Best Seller del New York Times.
La serie televisiva svedese di Netflix Young Royals è stata spesso paragonata a Rosso, bianco & sangue blu a causa della similarità di alcuni punti della trama.

## Trasposizione cinematografica
Nell'aprile 2019 Amazon Studios ha comprato i diritti cinematografici del romanzo e nell'ottobre 2021 è stato annunciato che lo scrittore e sceneggiatore Matthew Lopez avrebbe diretto il film.
A giugno 2022 viene annunciato il cast della trasposizione cinematografica: Taylor Zakhar Perez nel ruolo di Alex e Nicholas Galitzine in quello di Henry. Il giorno dopo viene annunciato che il personaggio di Ellen Claremont verrà interpretata da Uma Thurman.